# 譚蘊華
譚蘊華（英語：Tam Wan Wah, Mandy），香港特殊教育工作者，專欄作家，現任東華三院包玉星學校校長，曾在中央電視台舉辦的節目《尋找最美教師》入選「中國最美教師」。

## 教學生涯
譚蘊華於香港中文大學修讀碩士課程，獲取特殊教育專業資歷及語文專業資歷。教學生涯初期在國際學校擔任中文老師，其後以課程主任身份加入香港紅十字會瑪嘉烈戴麟趾學校，並創作「口訣歌」幫助學生把中文字形象化，憑著「口訣歌」，她獲得2007-2008年度行政長官卓越教學獎。於2017年，譚蘊華被提名參加央視舉辦的《尋找最美教師》節目，並成為香港首名「中國最美教師」得獎者。她於2019年與Happy PaMa 教得樂合作成為專欄作家，題材主要圍繞她於特殊教育的經歷。譚蘊華於2021年加入東華三院包玉星學校擔任校長。

## 教育獎項
- 2007-2008年度行政長官卓越教學獎（特殊教育需要）
- 2014年央視「尋找最美教師」得獎者